# Château de Melphe
Le château de Melphe ou de Salins est un ancien château fort, probablement du XIe siècle, centre de la seigneurie de Salins, siège d'une châtellenie comtale, puis ducale du XIIIe siècle jusqu'à son abandon au XIVe siècle, dont les vestiges se dressent, au-dessus de Salins-Fontaine, dans le département de la Savoie en région Auvergne-Rhône-Alpes.

## Localisation
Les vestiges du château de Melphes, dit aussi de Salins, se trouvent au-dessus de la commune de Salins-les-Thermes, à une altitude de 628 mètres, dans le département français de la Savoie sur la commune de Salins-Fontaine. 
Le château, installé sur un promontoire escarpé sur ses côtés sud et ouest, permettait le contrôle du carrefour formé par les Doron (rivières) des Belleville et de Bozel et la principale voie qui traversait la Vanoise, « par où pouvaient arriver, après avoir passé le col des Encombres ou celui de la Vanoise, des troupes ennemies venant de la Maurienne ou de l'Italie »,. Depuis cette position, on pouvait ainsi apercevoir le territoire formé par dix-neuf paroisses et villages de ces vallées,.
Il permettait également de surveiller la capitale du diocèse de Tarentaise, Moûtiers, et son archevêque-comte, considéré comme le « chef de l'Église de Savoie », ainsi que la « [montée] à la Colonne Joux (Petit Saint-Bernard) », soit la haute et basse Tarentaise.

## Toponyme
Le chanoine Adolphe Gros indique que le toponyme Melphe, ou sa variation Melfe, provient très probablement d'un patronyme, dérivant du nom d'un oiseau de proie. Le chanoine Gros précise que ce nom aurait été « donné à l'un des premiers propriétaires du château, placé sur un rocher escarpé comme un nid de vautour ». Il écarte l'hypothèse avancée par l'archiviste Claude-Antoine Ducis qui voyait dans le toponyme « Melphe un mot composé de deux mots arabes, mela, sel, et phé, source », sachant que cette langue n'avait jamais été utilisée dans la région. Il avance une autre hypothèse, moins probable, de la correspondance avec Melfi, du nom d'un château dans le sud de l'Italie et qui aurait été donné à celui situé au-dessus de Salins, sans avancer d'autres explications.
Le toponyme s'est maintenu dans le lieu-dit Melphe avec la route de Melphe, mais aussi à travers une avenue du château, ou encore les lieux-dits : le Donjon, les Créneaux, les Douves.
Le château est le cadre de la légende de la Dame Blanche, probable référence à la comtesse Mahaut d'Albon, au XIIe siècle,.

## Histoire
À l'origine, le château est très probablement une motte féodale. Cette dernière est remplacée par un château fort, sans qu'une date ne soit connue, mais avant l'an 1082.
Vers 1082, le comte en Maurienne, Humbert II, doit intervenir en Tarentaise pour régler le conflit opposant les seigneurs de Briançon à l'archevêque-comte de Tarentaise,. Il profite de ce rôle pour s'implanter au bourg de Salins, voisin de la cité épiscopale et prendre possession du château,. Cependant cette version est contestée par l'archiviste paléographe, Jacqueline Roubert, pour laquelle les faits ne sont pas avérés, « on ne saurait ajouter foi aux Chroniques de Savoie qui attribuent la conquête de la vallée au comte de Savoie qui, en 1082, aurait été appelé par un archevêque Héraclius pour châtier les sires de Briançon de leurs exactions ». De même, s'interroge-t-elle quant aux raisons de la mort du comte dans les murs du château, « Y mourut-il par hasard ? Possédait-il déjà le château de Melphe au-dessus de Salins et le bourg de Salins où s'installeront plus tard les tribunaux des comtes de Savoie ? Ce sont autant de questions auxquelles l'absence de documents ne permet pas de répondre. »
Au cours des XII et XIII siècles, le château est considéré par la tradition comme la demeure des comtesses douairières. La comtesse Mahaut d'Albon, épouse du comte Amédée III de Maurienne, pourrait être la dame à l'origine de la légende et de l'aumône dite 
du Pain-de-Mai. Béatrice de Vienne, mère du comte Thomas Ier y réside en 1216. Un document est signé par la comtesse Marguerite de Genève deux ans plus tard.
Son intérêt stratégique disparut dès le XIVe siècle avec le contrôle de la Tarentaise par les ducs de Savoie qui abandonnent le château vers la fin du XVIe siècle,. Le château sert de carrière de pierre, dont certaines sont utilisées pour la construction des digues qui protègent le village de Salins. Le fief est inféodé à une famille noble qui prend le patronyme de « Salins ». Il passe ensuite à la famille de Ridde(s) par mariage au début du XVIIe siècle, puis au début du siècle suivant aux Du Verger ou Duverger, jusqu'en 1793,.
En 1738, le cadastre sarde mentionne le « château déroché de Melphe ».

## Description
Le château fort est installé sur un promontoire dont les côtés sud et ouest sont escarpés,. La forme de l'ensemble est elliptique, avec une orientation ouest-est,. Le château était constitué de deux parties plates et séparées par une petite dépression. Il ne reste plus que les vestiges d'« une partie des fondations de la construction principale et les soubassements des murs des chemins de ronde ».
Un inventaire de 1624 donne une idée de la maison-forte,. Elle s'organisait en un édifice sur deux étages d'une hauteur de 15,60 m, un « donjon circulaire avec un escalier à vis de cinquante-sept marches de pierre de taille ». Elle possède « deux caves au rez-de-chaussée, de deux chambres et de deux cabinets au premier et au second étages et d'un grenier et d'un galetas sous les combles »,. Le système défensif avait disparu. L'ensemble est décrit comme « vieux caduc et tombant en ruine ». 
L'étude réalisée par l'architecte tarin Étienne-Louis Borrel (1822-1906) permet de connaître une partie de son organisation. Au nord, une enceinte associée à des tours est édifiée afin de défendre l'accès la plus facile vers le château. Les recherches archéologiques ont permis de découvrir les traces de plusieurs constructions qui ont pu accueillir les soldats. Dans la partie ouest, un second mur flanqué de quatre tours et une tour barlongue permettaient de défendre l'accès par le sud. Un édifice flanquée de deux tours sert d'entrée avec probablement un pont-levis.
La première partie était donc constituée de la basse-cour, puis dans sa partie sud du donjon qui possédait une hauteur supérieure à celle du château

## Châtellenie de Briançon et Salins dite de Tarentaise

### L'organisation
Le château de Melphe est le siège d'une châtellenie, dit aussi mandement (mandamentum) dite de Briançon et Salins ou de Tarentaise, à partir de l'acquisition du château par la maison de Savoie à la fin du XIIIe siècle et surtout l'obtention de la vicomté de Tarentaise (droits correspondants surtout en Haute-Tarentaise) et son incorporation à la châtellenie, en 1276,. Dans l'organisation du comté de Savoie, elle relève du bailliage de Savoie.
La châtellenie de Tarentaise était dès lors l'une des plus importantes du comté de Savoie, elle correspond en partie à la vallée de la Tarentaise, qui relève du pouvoir de l'archevêque de Tarentaise. Divisée en deux parties, se distinguent les parties tant en bas qu'au-dessus du Siaix (Saix). L'historien local Émile Plaisance (1829-1905) donne pour la partie située « Au-dessus du Saix », quatre mestralies : Villette, Aime (tour comtale), Bourg-Saint-Maurice et La Val d'Isère (centre situé à Séez).
La châtellenie était constituée de deux métralies — la mistrallia Tharentasie a saxo superius et la mistrallia
Tharentasie a saxo inferius — pour la période du début XIIIe au début XVe siècles, d'après l'historien Bernard Demotz :
- métralie de Tarentaise inférieure ou basse : Villarabant (?), Villarlurin, Fontaine, Doucy et Pussy ;
- métralie de Tarentaise supérieure ou haute : le bourg de Saint Maurice, Hauteville, Landry, Peisey, Nancroix, Valezan, Macot.

### Les châtelains
Dans l'organisation du comté de Savoie, le châtelain administre, tient les comptes et possède un rôle militaire majeur, à partir du XIIIe siècle. Il est un « [officier], nommé pour une durée définie, révocable et amovible »,, qui « depuis les débuts de la résidence, est toujours allé à un fidèle ». Il est chargé de la gestion de la châtellenie, il perçoit les revenus fiscaux du domaine, et il s'occupe également de l'entretien du château. Son rôle est donc multiple (judiciaire, financier et militaire).
Le châtelain supérieur de Tarentaise est assisté d'un lieutenant ou vice-châtelain, parfois aidé par un receveur des comptes, qui rédige « au net [...] le rapport annuellement rendu par le châtelain ou son lieutenant ». Le châtelain secondaire ou vice-châtelain, installé à Aime, et un autre personnage dit aussi parfois vice-châtelain était installé à Bourg-Saint-Maurice, devaient ainsi lui rendre des comptes.
Afin de gérer les mestralies, le châtelain est secondé par des métraux (ou mistraux), issus également de la noblesse, mais que « Les seigneurs la concédaient assez souvent, en fief ou en emphytéose, à une famille qui, dès lors, pouvait la vendre, la diviser, en disposer à son gré » (chanoine Garin). Le chanoine Garin précise par ailleurs que « Les émoluments, les droits, les attributions des mestraux variaient suivant les lieux et étaient généralement fixés par le titre de nomination, d'inféodation ou d'emphytéose ».